# Via Vega
Via Vega (in sloveno Vegova ulica) è una strada situata nel centro di Lubiana, la capitale della Slovenia.

## Storia
La strada è stata intitolata a Jurij Vega nel 1877 e dal 2009 è classificata come monumento culturale d'importanza nazionale della Slovenia.

## Descrizione
Si sviluppa a destra dell'università di Lubiana su progetto di Jože Plečnik, vi si trovano numerosi edifici della città come il palazzo Realka in stile viennese del 1874, l'orchestra Filarmonica Slovena e successivamente si la biblioteca nazionale e universitaria della Slovenia.